# Deeyah Khan
Deeyah Khan (Oslo, 7 augustus 1977) is een Noorse filmregisseur en mensenrechtenactiviste van Punjabi/Pashtun afkomst. Ze is een uitgesproken verdediger van vrouwenrechten, vrijheid van meningsuiting en de vrede.
Deeyah Khan is oprichter en CEO van het filmbedrijf Fuuse. Haar debuutfilm als regisseur en producent, Banaz: A Love Story (2012), won een Peabody Award (2013) en de 2013 Emmy Award voor beste internationale documentairefilm. Daarnaast kreeg ze ook de Royal Television Society-nominatie voor beste actualiteitenfilm ("current affairs documentary").
In 2015 maakte ze de film Jihad: A Story of the Others ("Jihad: een verhaal van de anderen") waarin ze met gesprekken probeert te achterhalen waarom de jihadboodschap zo goed aanslaat bij westerse jongeren. In Jihad: A Story of the Others ontmoet Deeyah een van de starters van de Britse Jihad, Abu Muntasir, die meermaals op Jihad ging sinds de jaren tachtig en extremisme predikte naar duizenden jonge moslims in het Verenigd Koninkrijk en de rest van de westerse wereld.
Deeyah Khan is ook oprichter van World Woman ("Wereldvrouw"), een jaarlijks internationaal festival voor kunst en activisme in Oslo.
Deeyah Khan heeft prijzen ontvangen voor haar werk in het bijdragen aan de vrijheid van meningsuiting, in 2012 kreeg ze de Ossietzkyprijs van de Noorse delegatie van PEN.
De documentaire Islam's Non-Believers over ex-moslims ging in oktober 2016 in première. Khan ontving hiervoor een prijs van de Council of Ex-Muslims of Britain (CEMB).

## Biografie

### Geboorte en afkomst
Deeyah Khan is geboren in het Ullevål Universiteitsziekenhuis in Oslo, Noorwegen als dochter van ouders met een islamitische achtergrond. Ze heeft één broer genaamd Adil Khan, die film- en theateracteur is.

### Muzikale training en vroege carrière
Deeyah Khan startte haar carrière als muzikant, zangeres en podiumperformer in het publieke oog vanaf een leeftijd van 7 jaar. In het begin zong ze vooral traditioneel Zuid-Aziatische klassieke muziek en folkmuziek, maar ze werd geleidelijk meer componist van wereldmuziek. Khans vader was zeer enthousiast over muziek en in 1984 gaf hij zijn 7-jarige dochter over aan de supervisie van Ustad Bade Fateh Ali Khan. Deeyah studeerde Pakistaanse en Noord-Indische klassieke muziekvormen onder zijn supervisie.
Toen Deeyah acht jaar oud was, gaf ze haar eerste optreden op nationale televisie: ze speelde op de show Halv Sju, waarna ze op festivals speelde. Deeyah was ook lid van het NRK meisjeskoor en kreeg muzieklessen met Afro-Amerikaanse sopraan Anne Brown. Deeyah kreeg ook enkele jaren verdere muzikale training van Ustad Sultan Khan.
Omdat muziek in veel moslimgemeenschappen een oneervol beroep voor vrouwen wordt bevonden, kreeg Khan in Noorwegen voor enkele jaren te maken met zware verguizing en doodsbedreigingen. Initieel waren de verguizing en bedreigingen gericht op haar ouders: "I remember my dad having to defend the fact that I was doing music, even as a child. I remember this at eight, nine years old where ... various people come to the house and say, 'We don't even let our sons do it, why would you let your daughter do this?'" (vrij vertaald: Ik herinner dat mijn vader moest verdedigen dat ik muziek, zelfs als kind, bedreef. … verschillende mensen kwamen langs en zeiden "wij laten onze zonen dit niet eens doen, waarom zou jij je dochter dit laten doen?").
Ondanks de toenemende druk en geweldsbedreigingen bleef Khans familie haar ondersteunen. Nadat Khan aangevallen was op het podium van haar eigen concert en doorzettende intimidatie over zich heen kreeg, verhuisde ze op 17-jarige leeftijd naar Londen om daar haar leven en werk op te pakken. Volgens Brits commentator Nick Cohen "kwam niemand op voor Deeyah. Niet liberaal-links of compassionele conservatieve politici. Niet de BBC en ook niet de liberale media. Niet Amnesty International of de "bezorgde" artiesten die zo veel linkse idealen verdedigen. Niemand kon het iets schelen. Het verdedigen van een Aziatische vrouw tegen ongeprovoceerde aanvallen van Aziatische mannen was naar hun ideeën een racistische of islamofobe daad. Onbeschermd en onopgemerkt, slonk Deeyah ineen om te gaan leven in een anonieme achterwijk in Atlanta, en begon de lange taak om zichzelf weer bij elkaar te trekken".

## Discografie
- 2007: Ataraxis(Album)[4]
- 2005: Plan of My Own / "I Saw You" 2005 – UK #37[5] (en: Plan voor mijzelf)
- 1996: Deepika (Album)[6]
- 1995: Color Of My Dreams (Single)[7](en: kleur van mijn dromen)
- 1995: History (Single)[8](Geschiedenis)
- 1995: Get Off My Back (Single)[9](en: kom van mijn rug af)
- 1992: I alt slags lys (Album).[10]

## Muziekproductie
Khan is doorgegaan met het werken in de muziekindustrie als componiste en muziekpruducente.
- 2013: Iranian Woman (compilatiealbum met meerdere Iraanse artiestes)[11]
- 2013: Echoes Of Indus CD met de Pakistaanse sitarist Ashraf Sharif Khan Poonchwala.
- 2012: Nordic Woman (compilatiealbum met artiestes van traditionele Scandinavische muziekvormen uit Noorwegen, Zweden, Denemarken, Finland en IJsland. Haar eerste uitgebrachte album in de WOMAN-muziekalbumserie. Geproduceerd door Deeyah.)
- 2010: Listen To The Banned (Engels: luister naar de verbodenen/hen die gecensureerd worden), compilatiealbum met verschillende verboden, vervolgde en opgesloten artiesten uit Afrika, het Midden-Oosten en Azië. Naast het ontvangen van veel positieve kritische beoordelingen piekte het album op nummer 6 van de wereldmuziek-hitlijsten in Europa en bleef enkele maanden op deze lijst staan.[12] Amnesty International in het Verenigd Koninkrijk ondersteunt Listen To The Banned door het album toegankelijk te maken op hun website eind 2010.
- [13]

## Activisme
Deeyah Khan bedacht en begon Sister-hood in 2007, het doel van Sister-hood is om een uitlaat van artistieke expressie te geven voor jonge aspirerende moslima artiestes in verschillende disciplines. Sister-hood werd in 2016 heropgestart als een globaal online magazine en een platform voor het promoten van live evenementen voor het promoten van vrouwelijke stemmen met een moslimafkomst.
Aan het begin van 2011 richtte Deeyah Khan Memini op. Memini is een globaal digitaal initiatief ter herinnering van slachtoffers van eerwraak wereldwijd.
In februari 2012 richtte Khan het Honour Based Violence Awareness Network ("Bewustmakingsnetwerk voor eergerelateerd geweld") op in samenwerking met Joanne Payton van de Cardiff University (HBVA). Dit netwerk is een digitaal redmiddelcentrum ter voortstuwing van het begrip en het bewustzijn over eerwraak en eergebaseerd geweld door onderzoek, training en informatieverspreiding.

## Filmproductie

### Banaz: A Love Story
Deeyah is al jaren actief in het creëren van bewustzijn over eerwraak. In 2009 regisseerde en produceerde ze Banaz: A Love Story, een documentaire over eerwraak. De film ontving zijn première in het Verenigd Koninkrijk op het Raindance Film Festival in Londen in september 2012. Dit was Deeyah's eerste film als regisseur en producent. De documentaire ontving veel positieve kritiek en internationale prijzen, inclusief de 2013 Emmy Award voor beste internationale documentaire. De film wordt gebruikt om Britse politie te trainen.

### Filmografie
| Jaar | Titel                                        | Functie                | opmerking | Type         |
| ---- | -------------------------------------------- | ---------------------- | --- | ------------ |
| 2022 | Behind the Rage: America’s Domestic Violence | Regisseur en producent | | Documentaire |
| 2020 | Muslim In Trump’s America                    | Regisseur en producent | Won een Peabody Award. | Documentaire |
| 2020 | America’s War On Abortion                    | Regisseur en producent | Won een BAFTA. | Documentaire |
| 2017 | White Right: Meeting The Enemy               | Regisseur en producent | Won Emmy Award. Won Royal Television Society award. Won PeaceJam Speciale juryprijs. Won Rory Peck Award. Won Asian Media Awards. Genomineerd voor BAFTA in de categorie Beste Actualiteitendocumentaire. Genomineerd voor Frontline Club Awards. | Documentaire |
| 2016 | Islam's Non-Believers                        | Regisseur en producent | Nominatie voor Asian Media Awards in de categorie 'Best Investigation' voor 2017. | Documentaire |
| 2015 | Jihad: A Story of the Others                 | Regisseur en producent | Won New York International Independent Film and Video Festival prijs als Beste korte documentaire. Ontving Norwegian Ministry of Arts & Culture Human Rights Award voor documenteren van de Jihad. Genomineerd voor de Grierson Awards. Genomineerd voor BAFTA in Beste Actualiteitendocumentaire. Genomineerd voor de 56ste Golden Nymph Award in Actualiteitendocumentaires van het Monte-Carlo Television Festival. | Documentaire |
| 2012 | Banaz: A Love Story                          | Regisseur en producent | Won een Peabody Award. Won een Emmy Award voor Beste Internationale Documentaire Film (2013). Won de Bergen International Film Festival prijs voor Beste Noorse Documentaire (2013). Royal Television Society nominatie voor beste actualiteitendocumentaire. | Documentaire |

## Prijzen
- 2018: Deeyah Khan ontving een eredoctoraat van Emerson College voor haar prestaties als documentairemaker.[34]
- 2017: Deeyah Khan benoemd tot lid van het bestuursorgaan van Arts Council Noorwegen.[35] De aanstelling is vier jaar geldig (2018 - 2021).
- 2016: Deeyah Khan werd aangewezen als Goodwill Ambassador voor UNESCO voor artistieke vrijheid en creativiteit.[36][37] Daarmee is ze niet alleen de eerste Noor aangewezen als goodwill Ambassador voor UNESCO maar ook de eerste goodwill ambassador voor artistieke vrijheid en creativiteit.[38]
- 2016: Deeyah Khan ontving de Telenor Culture Award voor haar artistieke prestaties die raken aan enkele van de meest belangrijke thema's van onze tijden, zoals vrouwenrechten, vrijheid van meningsuiting en zulke fundamentele waarden.[39]
- 2016: Deeyah Khan ontving de Peer Gynt Prijs die wordt gegeven aan individuen of instituties die Noorwegen internationaal laten zien.[40]
- 2016: Deeyah Khan ontving de Gunnar Sønstebys herinneringsbeurs, die opgericht werd in 2015, ter herinnering aan Gunnar Sønsteby. het doel van deze prijs is om die individuen en organisaties te eren die uitkomen als dappere verdedigers van de fundamentele waarden van de democratie en die de vrijheid en onafhankelijkheid van Noorwegen bevorderen.[41]
- 2015: Deeyah ontving de Noorse ministerie van Kunst en cultuur mensenrechtenprijs voor de Fuuse documentaire Jihad.[42]
- 2015: Deeyah ontving de Universiteit van Oslo mensenrechtenprijs voor het strijden voor de vrouwenrechten en de vrijheid van meningsuiting met haar kunst en activisme.[43]
- 2015: Deeyah werd geselecteerd als een Ford Foundation gast op bezoek voor hun programma The Art Of Change.[44] (Engels: de kunst van het veranderen)
- 2015: Deeyah werd geselecteerd als Young Global Leader (Engels: jonge wereldleider) in het veld van de kunsten.[45]
- 2015: Deeyah ontving Plan Jentepris (jongevrouwenprijs die elk jaar wordt uitgereikt op 11 oktober, internationale dag van het vrouwelijk kind) van de Noorse tak.[46]
- 2013: Deeyah werd geselecteerd voor de Vrijheid Mensenrechtenprijs.
- 2013: Bergen International Film Festival
- 2013: Deeyah ontving een Emmy Award voor beste actualiteitendocumentaire voor haar film Banaz: A Love Story.
- 2013: Deeyah ontving een Peabody Award voor haar film over Banaz Mahmod.
- 2012: Deeyah ontving de Ossietzkyprijs, een Norwegian PEN's prize voor uitstekende prestaties in het veld van vrijheid van meningsuiting.
- 2009: Deeyah ontving de internationale Freedom to Create Prize samen met Cont Mhlanga, de Zimbabwaanse toneelschrijver, en ontving ook de Belarus Free Theatre voor Sisterhood.[47]
- 2006: een van Khans muziekvideo's werd gebruikt als deel van een kunstexpositie aan het Stedelijk Museum waar leidende nationale en internationale theoretici, critici en kunstenaars probleemonderwerpen bespraken in contemporaine visuele kunst.
- 1996: De Scheiblers Legat presenteerde aan Khan een Honor Award voor het zijn van een culturele brug, voor het creëren van begrip en tolerantie door haar muzikale en artistieke bijdragen.[48]

- Gemeinsame Normdatei: 1295559692
- Library of Congress Control Number: no2019009836
- MusicBrainz: eb0008c8-0bce-4589-a337-e6bb9fe045f4
- Nationale Bibliotheek van Israël: 987009349715605171
- Système universitaire de documentation: 24996726X
- Virtual International Authority File: 130149196520874792174
- WorldCat: E39PBJfrH7gm6Wf48mdkqQ9MT3